# Permission to Dance
Permission to Dance — песня южнокорейского бойз-бенда BTS, вышедшая 9 июля 2021 года на Big Hit Music и Sony Music Entertainment в качестве их третьего англоязычного сингла.

## Композиция
«Permission to Dance» написали Эд Ширан, Джонни Макдэйд, Стив Мак и Дженна Эндрюс, а продюсированием занимались Мак и Эндрюс вместе со Стивеном Кирком. Ширан ранее был соавтором «Make It Right» из BTS Map of the Soul: Persona (2019). Big Hit изначально заявляли, что песня «заставит ваше сердце биться в ритме позитивной энергии BTS». Трек был описан как танцевальная поп-песня.

## Релиз
21 мая 2021 года BTS выпустили свой второй англоязычный сингл «Butter», получивший коммерческий успех. Песня изначально была выпущена в цифровом формате, на кассете и 7-дюймовом виниле. 15 июня BTS объявили о выпуске компакт-диска «Butter» вместе с анонсом новой песни. 27 июня Эд Ширан сообщил в интервью Most Requested Live, что он написал песню для BTS, заявив: «Я действительно работал с BTS над их последней записью, и я только что написал песню для их нового сингла». 1 июля группа обнародовала трек-лист для выпуска компакт-диска, объявив название песни «Permission to Dance». Песня была выпущена 9 июля 2021 года вместе с инструментальной частью.

## Музыкальное видео
Алетия Легаспи из журнала Rolling Stone, описывая музыкальное видео, заявила: «Как следует из названия, трек полностью посвящён весёлому ритму и наслаждению летними развлечениями. В сопроводительном видео RM, Suga, J-Hope, Jung Kook, V, Jimin и Jin танцуют на улице в освещённом Солнцем месте, в прачечной и во внутреннем дворике. Жизнерадостная песня вдохновляет других двигаться в этом ритме, от офисных и школьных сотрудников до детей на теннисном корте».
Журнал Sunstar сообщил, что музыкальное видео на песню было воспринято исключительно высоко — более 45 миллионов просмотров за первые 11 часов на Youtube, и далее наипсал: «BTS выпустили свой третий англоязычный сингл „Permission to Dance“ в пятницу, 9 июля 2021 года. В соавторах песни отметился английский певец и автор песен Эд Ширан. По состоянию на 23:30 пятницы сингл собрал 45 миллионов просмотров, всего через 11 часов после выхода. По прогнозам, музыкальное видео достигнет 100 миллионов за 24 часа».

## Коммерческий успех
Песня дебютировала на первом месте американского хит-парада Billboard Hot 100 , став их пятым чарттоппером и всего за 10 месяцев и 2 недели. Это самый быстрый подобный результат после Майкла Джексона, который свои 5 чарттопперов с альбома Bad получил за 9 месяцев и 2 недели в 1987-88 годах: «I Just Can’t Stop Loving You», «Bad» «The Way You Make Me Feel» «Man in the Mirror» и «Dirty Diana». Рекорд здесь у группы The Beatles, которая быстрее всех получила пять хитов номер один, за шесть месяцев в 1964 году: «I Want to Hold Your Hand», «She Loves You», «Can’t Buy Me Love», «Love Me Do» и «A Hard Day’s Night». Кроме того, песня стала 4-м дебютом на вершине Hot 100 (после «Dynamite», «Life Goes On», «Butter»), а группа четвёртым исполнителем с таким достижением, после Арианы Гранде (5 дебютов на № 1), Джастина Бибера (4) и Drake (4). Также «Permission to Dance» была номером один в Digital Song Sales, в 8-й раз в карьере BTS.

## Чарты
| Чарт (2021)                         | Высшая позиция |
| ----------------------------------- | -------------- |
| Аргентина (Argentina Hot 100)       | 55             |
| Австралия (ARIA)                    | 6              |
| Австрия (Ö3 Austria Top 40)         | 28             |
| Канада (Billboard Canadian Hot 100) | 10             |
| Чехия (Singles Digitál Top 100)     | 25             |
| Франция (SNEP)                      | 70             |
| Германия (GfK)                      | 23             |
| Мир (Billboard Global 200)          | 1              |
| Венгрия (Single Top 40)             | 2              |
| Венгрия (Stream Top 40)             | 33             |
| Ирландия (IRMA)                     | 17             |
| Индия (International)               | 1              |
| Италия (FIMI)                       | 67             |
| Япония (Oricon Digital Singles)     | 1              |
| Япония (Billboard Japan Hot 100)    | 2              |
| Литва (AGATA)                       | 16             |
| Нидерланды (Single Top 100)         | 62             |
| Новая Зеландия (RMNZ)               | 8              |
| Словакия (Singles Digitál Top 100)  | 26             |
| Республика Корея (Gaon)             | 2              |
| Республика Корея (K-pop 100)        | 1              |
| Испания (PROMUSICAE)                | 83             |
| Швеция (Sverigetopplistan)          | 91             |
| Швейцария (Schweizer Hitparade)     | 23             |
| Великобритания (UK Singles Chart)   | 16             |
| Великобритания (UK Indie Chart)     | 3              |
| США (Billboard Hot 100)             | 1              |

## История релиза
| Регион | Дата        | Формат                     | Лейбл        | Ссылка |
| ------ | ----------- | -------------------------- | ------------ | ------ |
| Мир    | 9 июля 2021 | Цифровые загрузки стриминг | Big Hit Sony | [ 40 ] |